# Ola Granath
Ola Granath, född 1 oktober 1939 i Stockholm, död 9 maj 2024, var en svensk bildkonstnär. Hans uttrycksformer var främst måleri, grafik och fotografi. Efter studier vid Konstfack 1962–1966 var han i huvudsak verksam i Gävleborgs län. Granath, som var bosatt i Hudiksvall, hade en rad separatutställningar och samlingsutställningar. Han är representerad vid ett flertal museer och har utfört offentliga arbeten bland annat vid sjukhusen i Gävle, Sandviken och Ljusdal samt vid Banverket i Borlänge. Åren 1997–2000 var han länskonstnär i Gävleborgs län och 2001–2004 konstansvarig vid Hälsinglands museum. Ola Granath var ledamot av Hälsinge Akademi och en entusiastisk jazzmusiker.